# Maatschappij voor het Intercommunaal Vervoer te Antwerpen

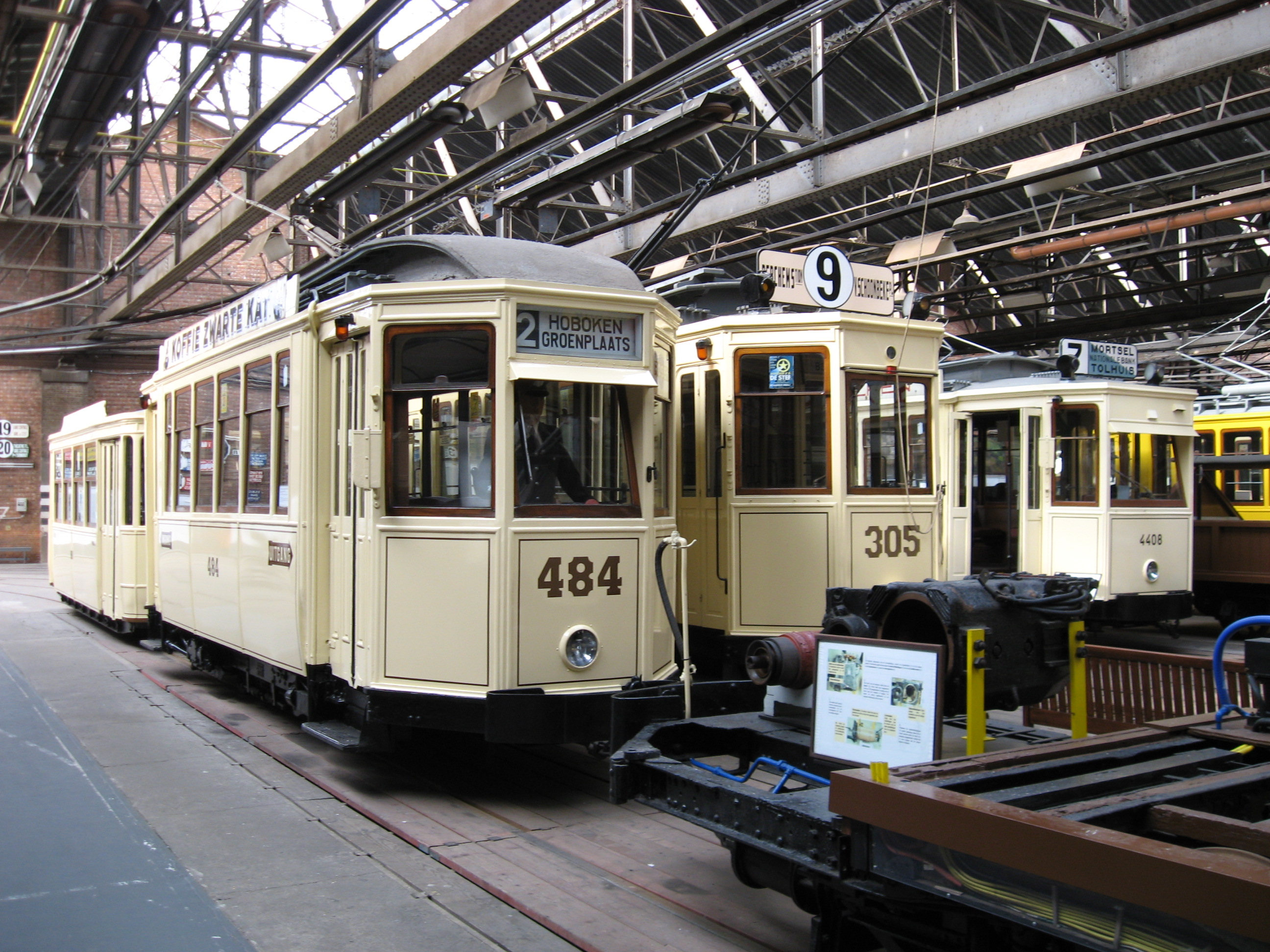
Oude trams van de MIVA in het Antwerpse trammuseum.

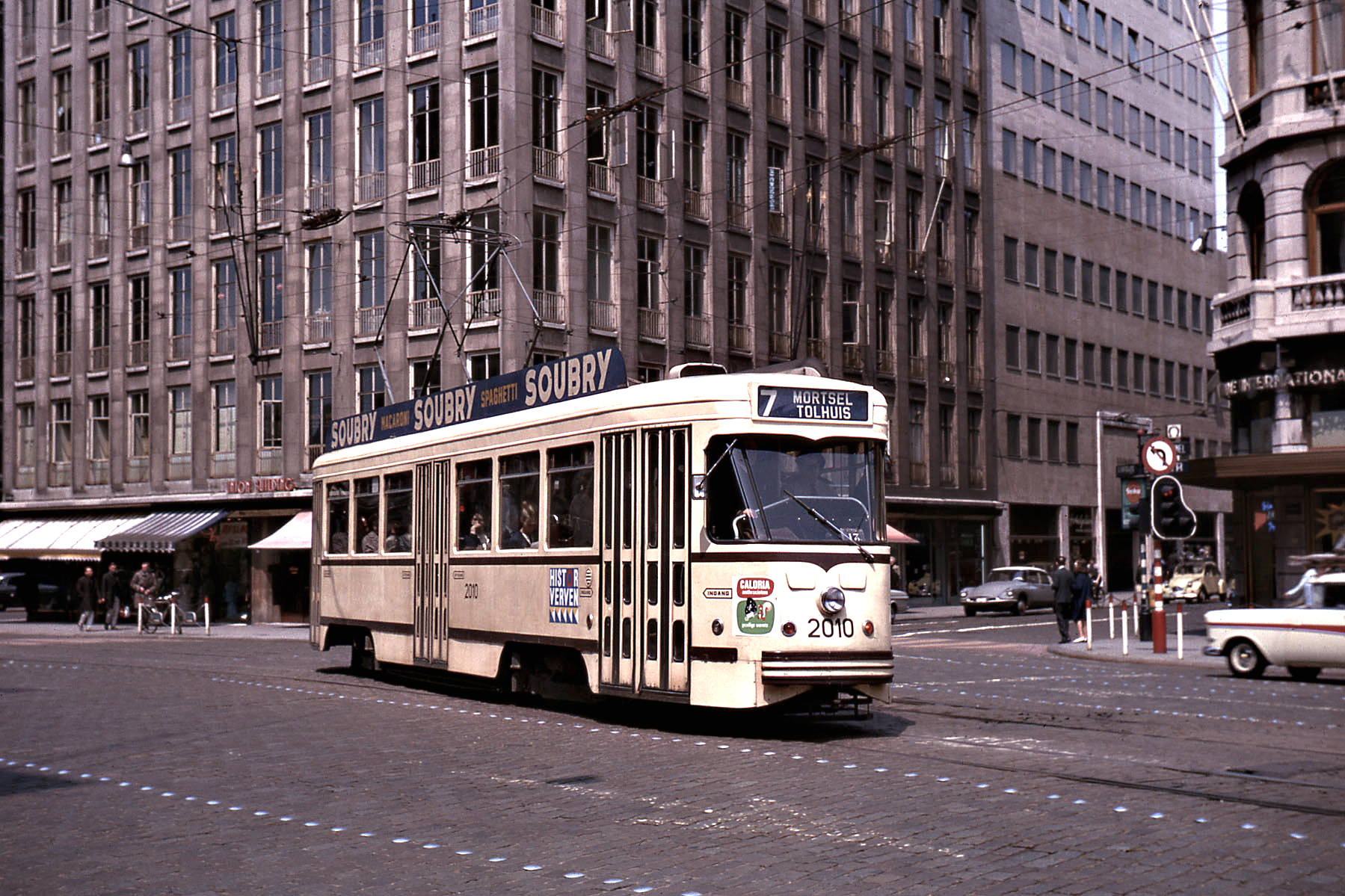
PCC-car van de MIVA in de afleveringstoestand in 1964.

De Maatschappij voor het Intercommunaal Vervoer te Antwerpen (MIVA) was een vervoerbedrijf dat stads- en streekvervoer exploiteerde in de stad Antwerpen en in delen van de provincie Antwerpen.

## Geschiedenis
De MIVA werd opgericht in 1962 en exploiteerde van 1 januari 1963 tot 31 december 1990 het stadsvervoer in de regio Antwerpen. Nadat T.A.O. op 31 december 1962 door een koninklijk besluit moest stoppen met het openbaar vervoer nam MIVA het stokje over.
In 1991 fuseerde het bedrijf samen met MIVG en het Vlaamse deel van NMVB tot De Lijn. Sindsdien verdween het bedrijf langzaam aan uit het straatbeeld en bestaan er in België nog maar drie regionale vervoerbedrijven die hun diensten gedeeltelijk uitbesteden aan busexploitanten.

## Exploitatie
MIVA exploiteerde verschillende bus- en tramlijnen in de regio Antwerpen. Dit gebeurde veelal met het oude materiaal van voorgaande vervoerders en vanaf de jaren zestig met nieuwe PCC-cars. Naast eigen exploitatie verpachtte MIVA ook enkele buslijnen aan een aantal pachters. In het begin exploiteerde MIVA ook enkele trolleybussen maar die werden in 1964 geleidelijk aan vervangen door gewone bussen, net als enkele tramlijnen.

## Huisstijl

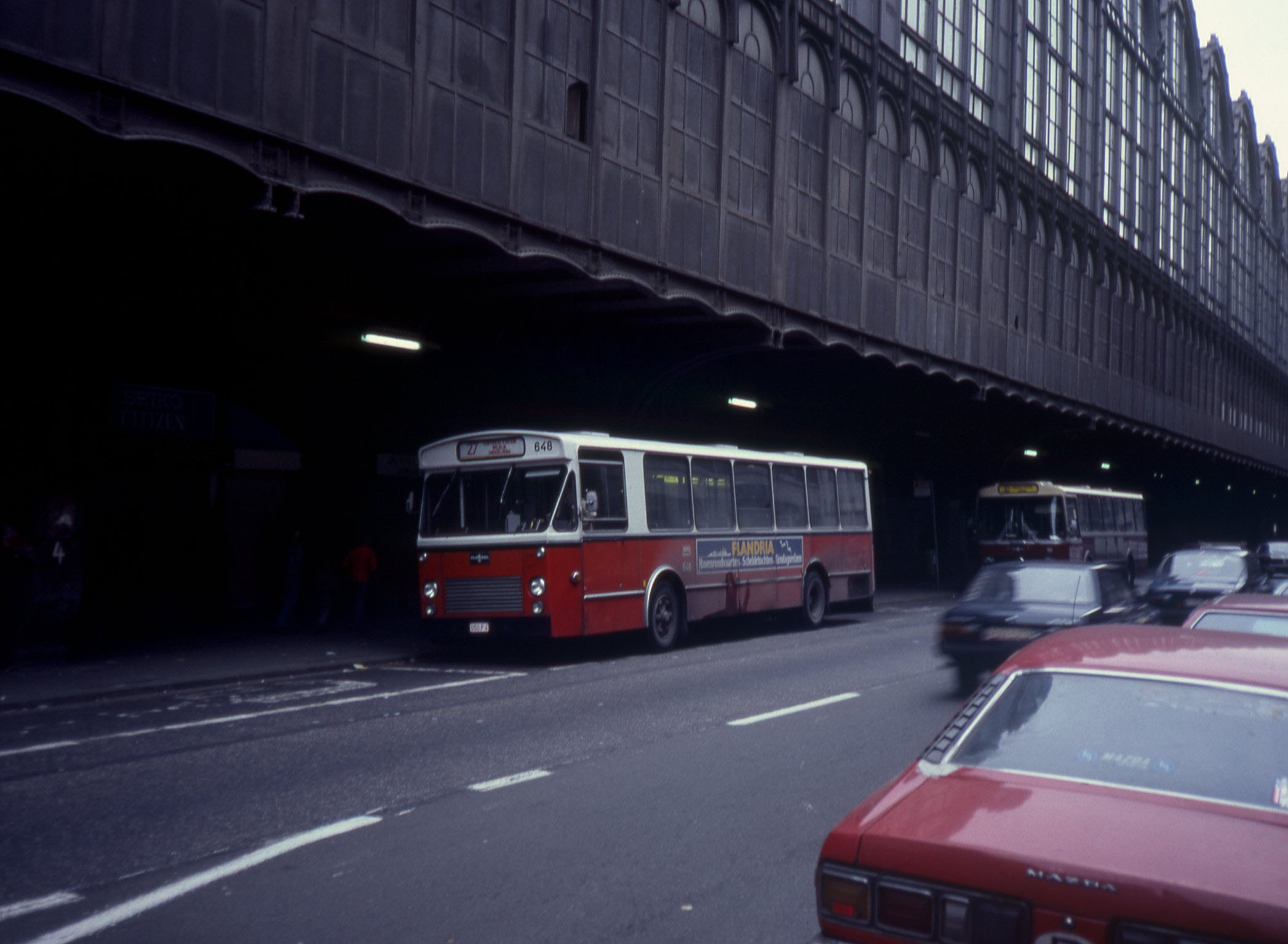
Bus met de oude huisstijl

De eerste jaren reed MIVA met bussen die een crème (raampartijen-) / bordeauxrode beschildering hadden. Deze bussen waren meestal nog afkomstig van T.A.O. Eind jaren zeventig werd besloten om deze "donkere" kleur te vervangen. Er werd geëxperimenteerd met een lichtgroene kleur maar later werd gekozen voor een witte kleur met lichtrode schortplaten. In 1986 werd er nog een nieuw kleurschema voorgesteld met de nadruk op het wit, maar dit kleurschema werd maar op twee busreeksen gebruikt.
Voor trams werd een beige kleur met donkerbruine banden gebruikt, maar werden de trams rood onder en wit boven in de Antwerpse kleuren geschilderd (voorbeeld: File:Trameindpunt P+R Linkeroever 1990 II.jpg).